# Adam Obidziński
Adam Obidziński (ur. 23 grudnia 1929 w Warszawie, zm. 21 sierpnia 1985 tamże) – polski inżynier i naukowiec, współtwórca projektu Meteor-1, Meteor-2, Meteor-3.

## Życiorys
W 1949 r. ukończył Liceum Ogólnokształcące im. Kołłątaja w Warszawie. W latach 1949–1956 studiował na Wydziale Mechanicznym Politechniki Warszawskiej. Tytuł inżyniera otrzymał w 1953 roku. W 1956 roku ukończył studia z tytułem magistra inżyniera. Zmarł w Warszawie 21 sierpnia 1985 r. Pochowany na cmentarzu Wolskim w Warszawie.

### Praca i działalność naukowa
Pracował w Instytucie Mechaniki w Warszawie oraz w Instytucie Lotnictwa w Warszawie. Od 1962 r. pracował w Zakładzie Produkcji Doświadczalnej Instytutu Lotnictwa w zespole mgr. inż. Jerzego Haraźnego. Cały zespół pracował nad budową polskich rakiet meteorologicznych Meteor-1, Meteor-2 i Meteor-3.
Otrzymał zespołowo wyróżnienie w konkursie Mistrz Techniki 1965 r. za rakietę Meteor-1 oraz w 1970 r. za rakietę Meteor-3.
W 1974 r. opatentował wynalazek „Rakieta ratownicza do podawania liny”.

### Życie prywatne
Pochodził z rodziny szlacheckiej herbu Dąbrowa wywodzącej się z Obidzina na Mazowszu. Jego żoną była Jadwiga Deczewska (ur. 1927) – żołnierz AK i powstaniec warszawski, zaś synem jest dr n. med. Paweł Obidziński – autor międzynarodowo uznanych prac w dziedzinie ortopedii.

## Odznaczenia i działalność społeczna
Odznaczony m.in. Krzyżem Kawalerskim Orderu Odrodzenia Polski, Brązowym Medalem Za Zasługi Dla Obronności Kraju i Medalem 30-lecia Polski Ludowej.
Członek PZPR od Kongresu Zjednoczeniowego (15.12.1948 r.).

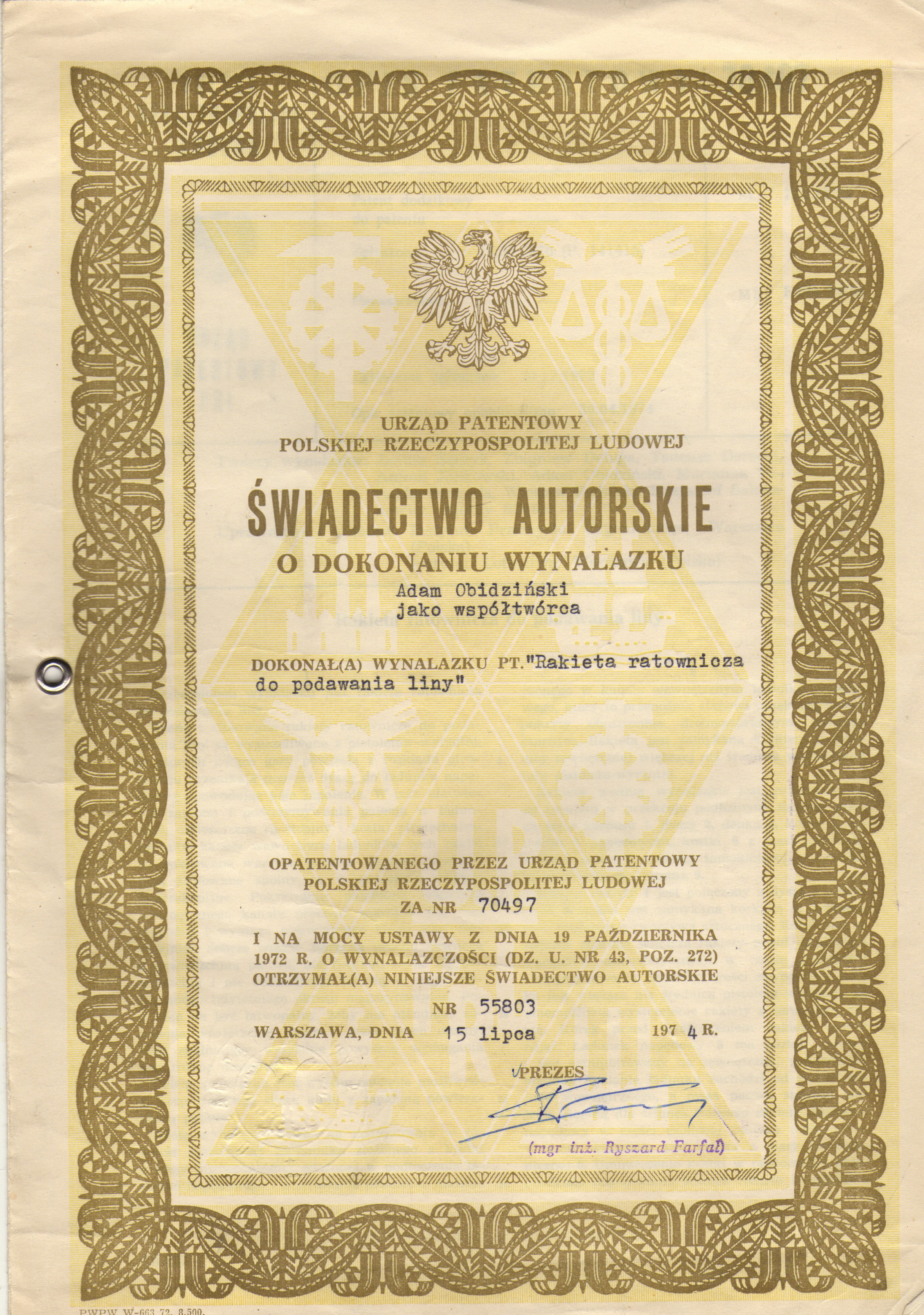
Świadectwo autorskie Adam Obidziński
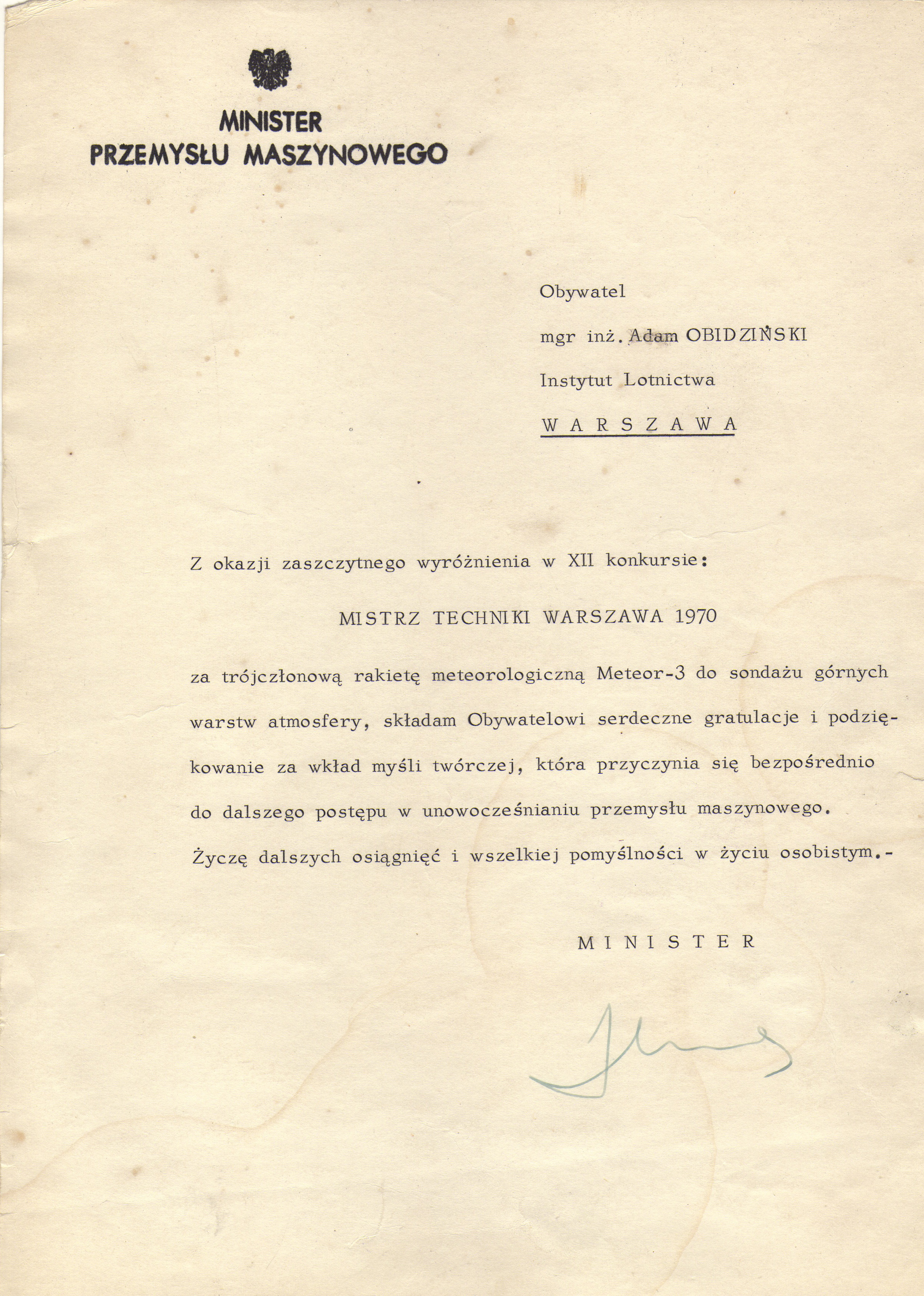
Adam Obidziński Mistrz Techniki Warszawa 1970 Meteor-3